# Chondrodendron microphyllum
Chondrodendron microphyllum là một loài thực vật có hoa trong họ Biển bức cát. Loài này được (Eichler) Moldenke mô tả khoa học đầu tiên năm 1938.